# Carl Olof Meurling
Carl Olof Erland Meurling, född den 21 oktober 1927 i Uppsala, död den 19 november 1999 i Umeå, var en svensk jurist. Han tillhörde släkten Meurling.
Meurling avlade studentexamen i Uppsala 1946 och juris kandidatexamen vid Uppsala universitet 1951. Han genomförde tingstjänstgöring i Piteå domsaga 1951–1954. Meurling blev fiskal i Hovrätten för Övre Norrland 1955, assessor där 1960 (tillförordnad 1959) och hovrättsråd 1965. Han var tingssekreterare i Kalix domsaga 1955–1958, tillförordnad tingsdomare i Västerbottens västra domsaga 1960–1961 och tillförordnad revisionssekreterare 1965–1966. Meurling blev riddare av Nordstjärneorden 1969. Han vilar i sin familjegrav på Uppsala gamla kyrkogård.